# Michel Erhart

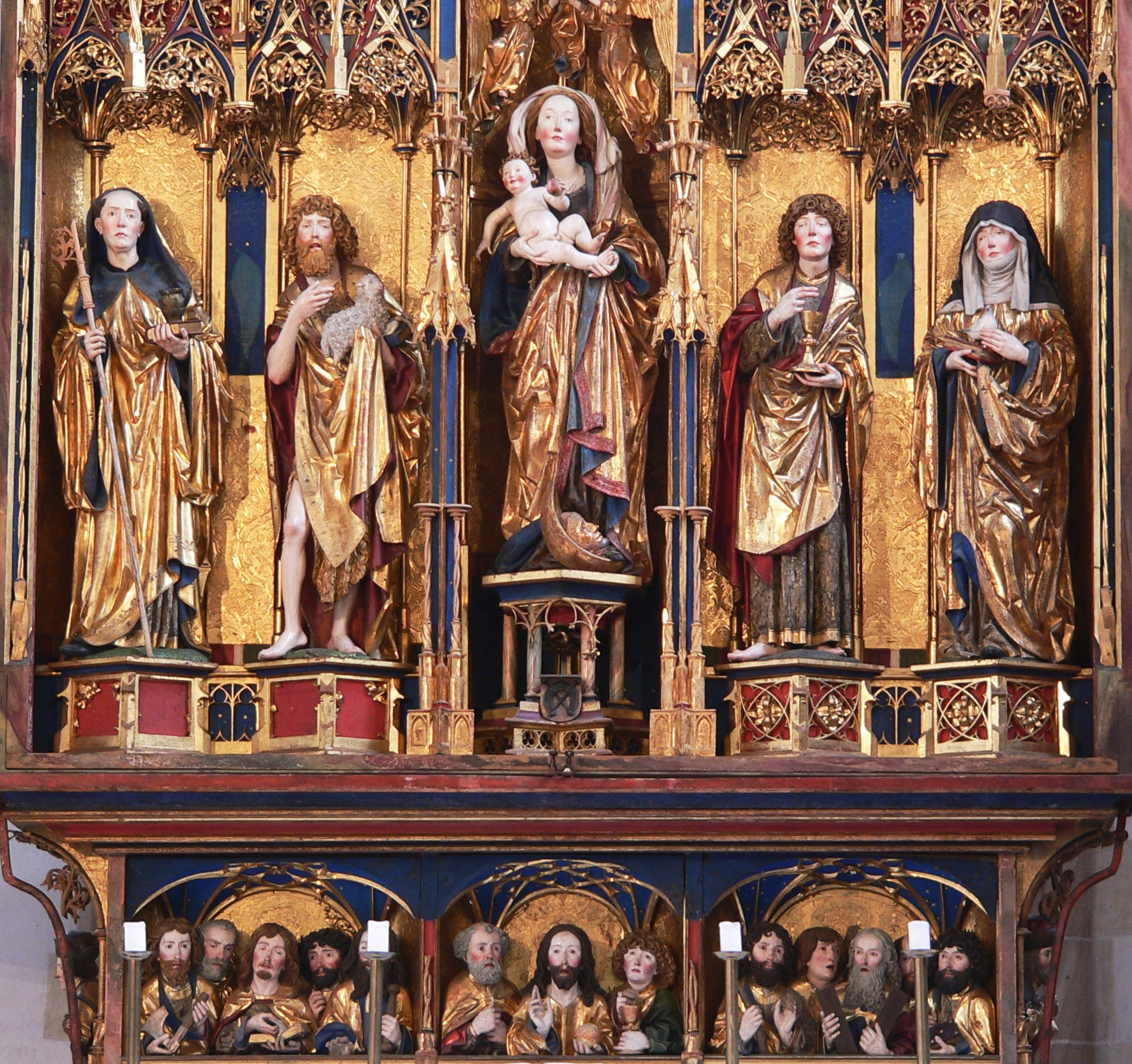
Detall de l'altar de Blaubeuren per Michel Erhart

Michel Erhart o Michael Erhart (cap a 1440/1445 - 1522, Ulm) Era un escultor de renom que va treballar principalment prop d'Ulm. Va ser un destacat membre de l'escola d'Ulm. Els detalls de les dades de la seva vida són encara molt escassos.
Erhart va viatjar a Constança (Alemanya), i també pels Països Baixos establint-se definitivament cap a 1469 a la ciutat d'Ulm, on es troba documentada la seva obra des del 1469 fins a 1522. Va treballar, igual que més tard els seus fills, Bernhard i Gregor Erhart, al taller Jörg Syrlins. Aleshores li van encarregar el treball per a la realització de l'altar major de la catedral d'Ulm l'any 1474, probablement ja tenia el seu propi taller amb diversos ajudants.